# Batu Gana
Batu Gana is een bestuurslaag in het regentschap Padang Lawas Utara van de provincie Noord-Sumatra, Indonesië. Batu Gana telt 1098 inwoners (volkstelling 2010).